# Tunnelvisie (film)
Tunnelvisie is een televisiefilm uit 2010 onder regie van Stefano Odoardi. De film is een coproductie van de VPRO, NPS, en VARA. Het scenario is geschreven door Sytske Kok.

## Synopsis
Op een vuilstortplaats verjaagt Mira als valkenier de meeuwen die overlast veroorzaken. Ze is de enige vrouw in de mannenwereld van de afvalindustrie. Ze lijkt een zonderlinge soliste met haar onverzorgde haren en flodderige kleren. Wanneer plotseling een babylijkje op een stortplaats wordt aangetroffen, gaat men ervan uit dat Mira daar toch meer van moet weten. Wanneer in een confrontatie met de mannen haar valk ontsnapt, begint ze te twijfelen tot ze de realiteit niet langer kan ontkennen.
De film is gebaseerd op de eerste vrouwelijke beroepsvalkenier van de Benelux, Nina Markx.